# Rhipidolestes yangbingi
Rhipidolestes yangbingi – gatunek ważki z rodziny Rhipidolestidae. Znany tylko z miejsca typowego w Emeishan w chińskiej prowincji Syczuan.